# 北京交通大学电气工程学院
北京交通大学电气工程学院，习惯简称“电气学院”，为北京交通大学的一个学院。
1912年，铁路管理传习所设置“高等电气工程甲班”，为电气学院的前身。学院现有5个专业的电气工程博士后流动站，有包含电机与电器、电力系统及其自动化、电力电子与电力传动、电工理论与新技术等5个工学博士专业和5个工学硕士专业的电气工程一级学科博士点。

## 下设机构
- 电气传动控制系
- 电力工程系
- 电机与电器研究所
- 电力电子(电力牵引)研究所
- 新能源研究所
- 牵引供电研究所
- 国家工科基础课程电工电子教学基地
- 电气综合实验中心